# 索尔多

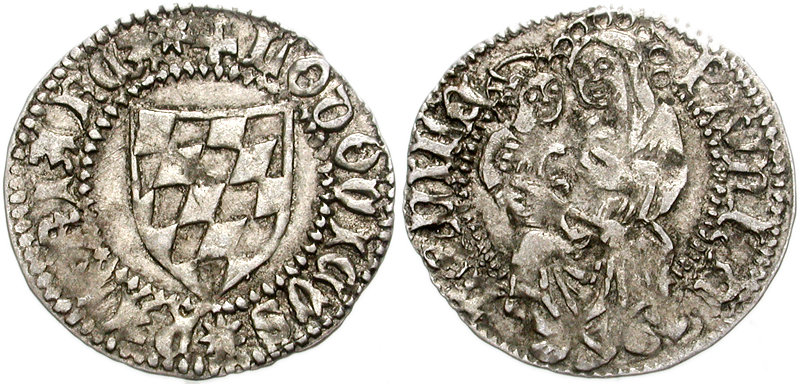

索尔多（Soldo，复数：soldi）是12—18世纪的一种意大利银币，于12世纪末由神圣罗马帝国皇帝亨利六世在米兰首次发行。该币名称来源于罗马晚期钱币索利都斯。